# 速度大師
速度大師（日语：シュネルマイスター），是德國出生的日本純種競賽馬匹。生涯主要活躍於一哩賽事，曾於2021年勝出NHK一哩賽，另外亦於2022年安田紀念跑獲亞軍。

## 出賽前
2018年3月23日出生於德國北部牧場，成長途中被引入日本並於一口馬主俱樂部Sunday Racing Co. Ltd.進行馬主募集。
其後交由美浦訓練中心練馬師手塚貴久訓練。

## 競賽生涯

### 2歲
2020年9月5日出戰札幌競馬場2歲新馬戰，比賽初段選擇於中團位置推進，並於比賽途中逐步爬升至先頭，最終於直路衝出之下獲得首勝。
其後出戰一捷馬戰柊樹賞，進入直路後再度發揮優秀的末腳取得勝利。

### 3歲
2021年以彌生賞大震撼紀念作爲首戰，賽前獲得第二人氣。比賽開始後其隨即搶佔位置於第二跟隨領放的領銜推進。進入直路雖然成功加速，但仍然無法阻止前方的領銜一放到底，最終1 1/4馬位差距落敗。
雖然其成功獲得皋月賞優先出賽權，但陣營考慮後決定轉戰NHK一哩賽。比賽開始後，其於中團靠後位置展開追走，比賽途中一直保持穩定節奏並未有太大動作。進入直路後，其隨即於外檔位置加速衝刺，最終於終點線前超越領先的前人足跡，以鼻位優勢奪得首個一級賽冠軍。此次勝利令其成爲計2001年大洋船後再一匹勝出此賽事的外國產馬，亦爲計2005年安田紀念冠軍淺草田園後再一匹贏得日本中央一級賽的歐洲產馬。
6月6日出戰安田紀念，縱使面對一衆年長馬匹及強敵，其仍然可以以先行戰術保持節奏推進，最終僅敗於野田賢君及放聲歡呼取得第三。
入秋後其以每日王冠作爲首戰，比賽途中其採取後上戰術於初段一直保持於第十一左右的位置，進入直路後隨即由外檔奮力加速，成功於終點線前超越前方的野田賢君，最終以頭位優勢再度奪得分級賽冠軍。
其後出戰一哩冠軍賽，雖然於比賽途中爆發不俗的速度並於直線呈現明顯的加速，但仍然無法抵擋由外檔以更凌厲勢頭衝刺的放聲歡呼，最終以3/4馬位差距落敗得第二。

### 4歲
2022年年初陣營決定安排其遠征阿聯酋出戰杜拜草地大賽，雖然以1.7倍獨贏賠率成爲第一大熱，但於直路上明顯乏力未能衝出下以第八大敗。
回國後出戰安田紀念，比賽途中繼續採用後上戰術於後方等待時機，進入直路後抽入外檔瞬間加速，但仍然無法超越一同衝出的前人足跡，最終以頸位差距再度獲得第二。

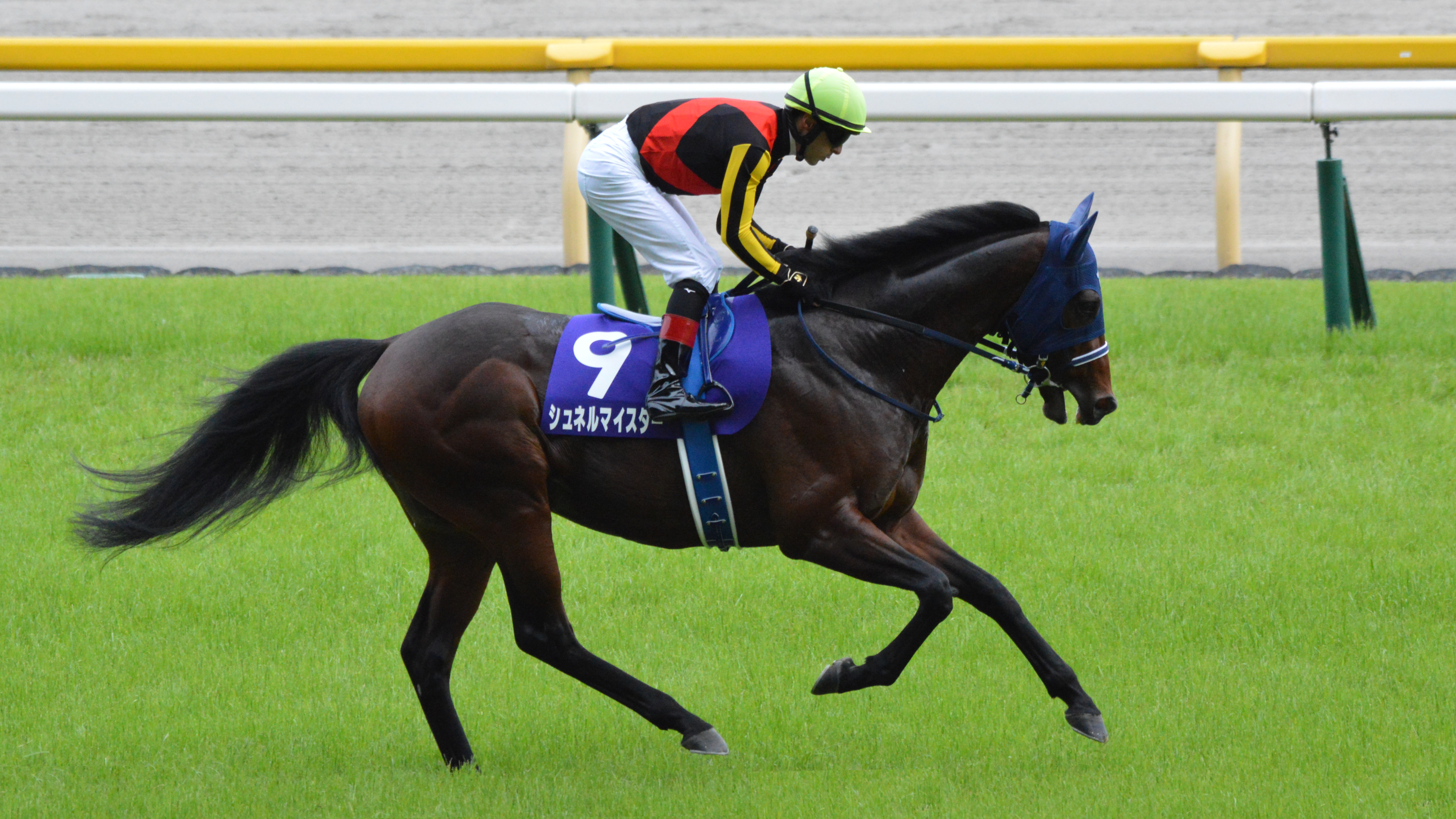
出戰安田紀念的速度大師

然而於秋季放草過後其陷入低潮，10月出戰短途馬錦標時，由於主戰騎師李慕華需要策騎愚者眼界遠征法國的凱旋門大賽，因而再次由橫山武史代打策騎。最終以以第九落敗，其後出戰一哩冠軍賽亦未能發揮實力僅獲第五。
完成一哩冠軍賽後陣營安排其遠征香港出戰香港一哩錦標，但於其中再度以第九大敗。

### 5歲
2023年以中山紀念作爲首戰，夥拍鮑志樂組成新組合。比賽開始後，其於中團位置展開推進，進入直路後沿着內欄位置加速，可惜仍然不及前方對手的勢頭，以第四落敗。
4月23日出戰讀賣盃，比賽初段選擇於尾三的位置追走，進入直路後隨即抽出外檔望空，最終轟出後600米32.9秒末腳下超越前方的地神力，奪得第三個分級賽冠軍。
6月4日出戰安田紀念，因贏出前哨戰以成爲第一人氣。比賽開始後，其處於後方位置推進，於比賽途中一直保持穩定的節奏。進入直路後，其於外檔位置奮力加速，再度轟出恐怖的後600米32.8秒末腳，可惜仍然無法超越一早衝出的前人足跡及處於一直處於前方的秀逸小島，最終僅能壓贏地神力取得第三。
放草後於10月8日出戰每日王冠，比賽途中選擇居中戰術停留於中團靠後位置，並於比賽途中保持穩定的節奏。然而進入直路後其被其他馬匹阻擋無法衝出，因而騎師李慕華指揮其墮後並囚抽外檔重新加速。雖然於直路終端成功於外檔位置展開衝刺，但於浪費過多腳程下無法超越內欄的傲蹄巴魯及中檔的前人足跡，被對手率先透出下以第三完賽。
11月19日按照計劃出戰一哩冠軍賽，賽前獲得第一人氣。比賽開始後，其因稍微慢閘而需要於隊伍最後方位置追走，並於比賽途中一直以較慢的節奏推進。進入直路後，騎師李慕華指揮其逐步抽出外檔進行加速，雖然跑出全場第二快末腳，但於浪費腳程兼無法扭轉留後的局面下未能超越前方賽駒，最終以第七落敗。
賽後，陣營於11月22日宣佈安排其退役的消息。

### 詳細賽績
| 日期       | 舉辦國家/地區 | 馬場 | 距離   | 級別 | 賽事名稱         | 負重 | 騎師     | 馬號 | 出馬 | 名次 | 時間     | 頭馬（二馬）         |
| ---------- | ------------- | ---- | ------ | ---- | ---------------- | ---- | -------- | ---- | ---- | ---- | -------- | -------------------- |
| 5/9/2020   | 日本          | 札幌 | 草1500 |      | 2歲新馬          | 54   | 横山武史 | 9    | 14   | 1    | 1:30.5   | （十方呐喊）         |
| 19/12/2020 | 日本          | 中山 | 草1600 |      | 柊樹賞           | 55   | 李慕華   | 6    | 12   | 1    | 1:35.8   | （絕世寶刀）         |
| 7/3/2021   | 日本          | 中山 | 草2000 | GII  | 彌生賞大震撼紀念 | 56   | 李慕華   | 10   | 10   | 2    | 2:02.2   | 領銜                 |
| 8/5/2021   | 日本          | 東京 | 草1600 | GI   | NHK一哩賽        | 57   | 李慕華   | 15   | 18   | 1    | 1:31.6   | （前人足跡）         |
| 6/6/2021   | 日本          | 東京 | 草1600 | GI   | 安田紀念         | 54   | 横山武史 | 13   | 14   | 3    | 1:31.8   | 野田賢君             |
| 10/10/2021 | 日本          | 東京 | 草1800 | GII  | 每日王冠         | 56   | 李慕華   | 1    | 13   | 1    | 1:44.8   | （野田賢君）         |
| 21/11/2021 | 日本          | 阪神 | 草1600 | GI   | 一哩冠軍賽       | 56   | 横山武史 | 3    | 16   | 2    | 1:32.7   | 放聲歡呼             |
| 26/3/2022  | 阿聯酋        | 美丹 | 草1800 | GI   | 杜拜草地大賽     | 57   | 李慕華   | 12   | 14   | 8    | 紀錄缺失 | 諾斯勳爵 本初之海[a] |
| 5/6/2022   | 日本          | 東京 | 草1600 | GI   | 安田紀念         | 58   | 李慕華   | 9    | 18   | 2    | 1:32.3   | 前人足跡             |
| 2/10/2022  | 日本          | 中山 | 草1200 | GI   | 短途馬錦標       | 57   | 横山武史 | 15   | 16   | 9    | 1:08.3   | 險峰懸壁             |
| 20/11/2022 | 日本          | 阪神 | 草1600 | GI   | 一哩冠軍賽       | 57   | 李慕華   | 4    | 17   | 5    | 1:32.8   | 秀逸小島             |
| 11/12/2022 | 香港          | 沙田 | 草1600 | GI   | 香港一哩錦標     | 57   | 李慕華   | 4    | 9    | 9    | 1:35.68  | 加州星球             |
| 26/2/2023  | 日本          | 中山 | 草1800 | GII  | 中山紀念         | 58   | 鮑志樂   | 13   | 14   | 4    | 1:47.3   | 滂薄無比             |
| 23/4/2023  | 日本          | 京都 | 草1600 | GII  | 讀賣盃           | 58   | 李慕華   | 10   | 15   | 1    | 1:31.5   | （地神力）           |
| 4/6/2023   | 日本          | 東京 | 草1600 | GI   | 安田紀念         | 58   | 李慕華   | 14   | 18   | 3    | 1:31.6   | 前人足跡             |
| 8/10/2023  | 日本          | 東京 | 草1800 | GII  | 每日王冠         | 58   | 李慕華   | 1    | 12   | 3    | 1:45.3   | 傲蹄巴魯             |
| 11/19/2023 | 日本          | 京都 | 草1600 | GI   | 一哩冠軍賽       | 58   | 李慕華   | 9    | 16   | 7    | 1:32.9   | 匯兩川               |

a 此兩匹駒爲平頭冠軍

## 退役後
退役後﹐速度大師成為了配種馬﹐於北海道安平町社台Stallion Station休養﹐在2024進行配種﹐首批子嗣將於2025年出生。首批子嗣可於2027年出賽。

## 血統簡介
父系皇僕爲英國賽駒，生涯戰績彪炳，尤其於一哩賽事有絕佳統治力，曾勝出愛爾蘭二千堅尼、傑克莫華大賽、聖詹姆士皇宮錦標及薩塞克斯錦標四項一級賽，另外亦於二千堅尼錦標取得亞軍。祖父志氣高爲愛爾蘭生產的英國賽駒，生涯戰績優秀，曾勝出一級賽短途盃錦標。
母系Serienholde爲德國賽駒，生涯戰績優秀，曾勝出一級賽戴安娜錦標及表列賽杜賽爾多夫大賽。外祖父滑雪勝地爲英國生產的德國賽駒，生涯戰績優秀，曾連霸一級賽意大利總理盃及勝出兩屆巴伐利亞大賽。

### 血統表
| 父線：單色系（北地舞人系）             |                           |               |                 |
| 種馬 皇僕 2011年（棗色）               | 志氣高 1997年（棗色）     | 綠沙漠        | 單色            |
| 種馬 皇僕 2011年（棗色）               | 志氣高 1997年（棗色）     | 綠沙漠        | Foreign Courier |
| 種馬 皇僕 2011年（棗色）               | 志氣高 1997年（棗色）     | Rafha         | Kris            |
| 種馬 皇僕 2011年（棗色）               | 志氣高 1997年（棗色）     | Rafha         | Eljazzi         |
| 種馬 皇僕 2011年（棗色）               | Zenda 1999年（棗色）      | Zamindar      | Gone West       |
| 種馬 皇僕 2011年（棗色）               | Zenda 1999年（棗色）      | Zamindar      | Zaizafon        |
| 種馬 皇僕 2011年（棗色）               | Zenda 1999年（棗色）      | Hope          | 勇舞            |
| 種馬 皇僕 2011年（棗色）               | Zenda 1999年（棗色）      | Hope          | Bahamian        |
| 繁殖雌馬 Serienholde 2013年（棗色）    | 滑雪勝地 2000年（棗色）   | 如虎添翼      | 鞍匠井          |
| 繁殖雌馬 Serienholde 2013年（棗色）    | 滑雪勝地 2000年（棗色）   | 如虎添翼      | High Hawk       |
| 繁殖雌馬 Serienholde 2013年（棗色）    | 滑雪勝地 2000年（棗色）   | Island Race   | Common Grounds  |
| 繁殖雌馬 Serienholde 2013年（棗色）    | 滑雪勝地 2000年（棗色）   | Island Race   | Lake Isle       |
| 繁殖雌馬 Serienholde 2013年（棗色）    | Saldenehre 2000年（灰色） | Highest Honor | Kenmare         |
| 繁殖雌馬 Serienholde 2013年（棗色）    | Saldenehre 2000年（灰色） | Highest Honor | High River      |
| 繁殖雌馬 Serienholde 2013年（棗色）    | Saldenehre 2000年（灰色） | Salde         | Alkalde         |
| 繁殖雌馬 Serienholde 2013年（棗色）    | Saldenehre 2000年（灰色） | Salde         | Saite           |
| 雌系：Schwarzgold系（號族：16-c）      |                           |               |                 |
| 五代內近親交配：Kris 4×5、北地舞人 5×5 |                           |               |                 |

## 命名由來
名字中，Schnell（シュネル）於德語中帶有速度之意思，Meister（マイスター）亦是德語，有名人、大師等意思。

## 外部連結
- 速度大師 netkeiba.com （页面存档备份，存于）
- 血統表 （页面存档备份，存于）